# Bailli conventuel
Un bailli conventuel était un dignitaire de l'ordre de Saint-Jean de Jérusalem qui pouvait être soit un « bailli » soit un « pilier ».

## Bailli
Un bailli conventuel existe dans l'ordre des Hospitaliers dès la période où il résidait en Terre sainte. Les baillis conventuels faisaient partie des prudhommes, membre du « conseil particulier » du supérieur de l'Ordre et plus tard du grand maître. Grands officiers du couvent, leur rôle est d'assister le supérieur de l'Ordre dans ses décisions mais aussi de le contrôler dans ses actes.

## Les piliers
Dans les statuts de l'Ordre de 1330, le chapitre général de Montpellier, décide de nommer, parmi les frères les plus éminents, huit baillis conventuels pour une durée de dix ans avec responsabilité de grand-commandeur, maréchal, drapier, hospitalier, amiral, turcoplier, trésorier et prieur de l'église de Rhodes. La réforme de 1340, attribue au pilier de chaque langue le titre de bailli avec des fonctions qui seront immuables :
- Grand commandeur appelé également grand précepteur à la langue de Provence ;
- grand maréchal à la langue d'Auvergne ;
- grand hospitalier à la langue de France ;
- grand drapier à la langue d'Espagne ;
- grand amiral à la langue d'Italie ;
- turcoplier à la langue d'Angleterre.

Ce n'est qu'en 1428, que l'office de grand bailli est créé pour le pilier de la langue d'Allemagne. En 1462, la partition entre, d'un côté, les Castillans et les Portugais, et de l'autre, les Aragonais et les Catalans, oblige à la création de l'office de grand chancelier pour la nouvelle langue de Castille, celui de drapier restant à la langue d'Espagne. Après 1462, la répartition des fonctions est alors la suivante :
- Grand commandeur dit aussi grand précepteur à la langue de Provence ;
- grand maréchal à la langue d'Auvergne ;
- grand hospitalier à la langue de France ;
- grand drapier à la langue d'Espagne ;
- grand chancelier à la langue de Castille ;
- grand amiral à la langue d'Italie ;
- turcoplier à la langue d'Angleterre ;
- grand bailli à la langue d'Allemagne.

## Référencement

### Sources
- Nicole Bériou (dir. et rédacteur), Philippe Josserand (dir.) et al. (préf. Anthony Luttrel & Alain Demurger), Prier et combattre : Dictionnaire européen des ordres militaires au Moyen Âge, Fayard, 2009, 1029 p. (ISBN 978-2-2136-2720-5, présentation en ligne)